# Circuit automobile de Tocancipá

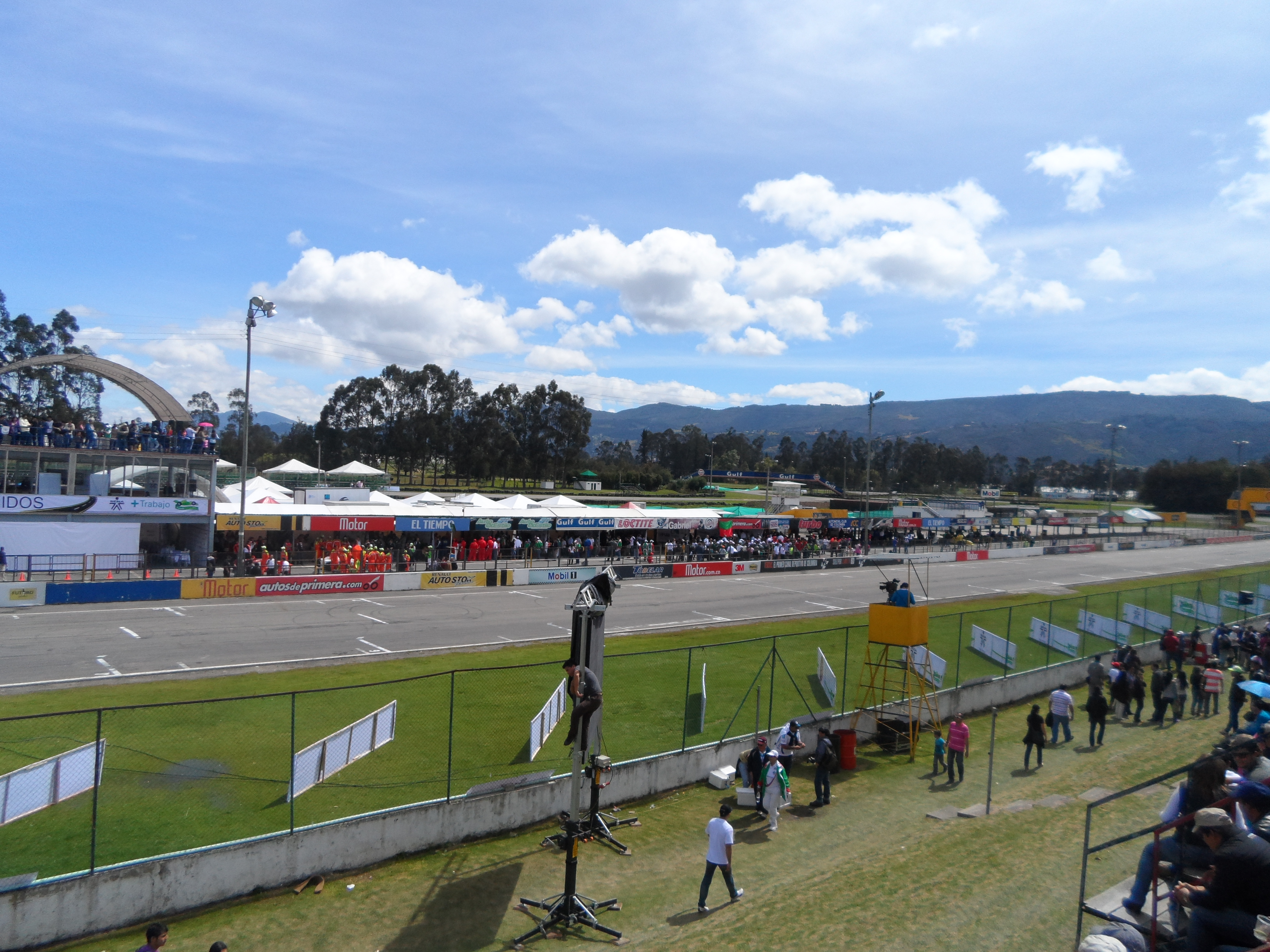

Le circuit automobile de Tocancipá (Autódromo de Tocancipá) est un circuit automobile, situé à Tocancipá, en Colombie.

## Histoire
Sur une idée lancée en 1980, le circuit automobile de Tocancipá, inauguré le 7 février 1982, deux après la fermeture du circuit Ricardo-Mejía, est situé dans la municipalité de Tocancipá située dans le département du Cundinamarca, au nord de Bogota. Sa piste mesure 2,785 km.
Le record de la plus haute vitesse moyenne sur un tour en course est réalisé par le Colombien Óscar Tunjo avec un temps de 1 min 1 s 262, soit 160,135 km/h de moyenne lors des séances qualificatives de l'édition de 2014,. Il a précédemment été détenu pendant dix-neuf ans par un de ses compatriotes, Juan Pablo Montoya, avec un temps de 1 min 2 s 077, soit 158,03 km/h de moyenne, réalisé lors de l'édition de 1995.
Sur le kartodrome Juan-Pablo-Montoya, une course de karts annuelle se déroule, réunissant chaque année de nombreux pilotes internationaux.